# Егоров, Борис Фёдорович
Бори́с Фёдорович Его́ров (29 мая 1926, Балашов, Саратовская губерния — 3 октября 2020, Санкт-Петербург, Россия) — советский и российский филолог, литературовед, историк, культуролог, мемуарист, видный специалист по истории русской литературы и общественной мысли XIX века. Доктор филологических наук, профессор, член Союза писателей Санкт-Петербурга (с 1982), член Всемирной ассоциации писателей Международный ПЕН-клуб (с 2003), академик Независимой академии эстетики и свободных искусств в Москве (с 1993).

## Биография
Сын художника Фёдора Ивановича Егорова (1884—1968) и Анастасии Яковлевны Егоровой, в девичестве Волковой. Учился в Ленинградском институте авиационного приборостроения (ныне — ГУАП) (в 1947 году ушёл с 5-го курса) окончил заочное отделение филологического факультета ЛГУ (1948) и аспирантуру Ленинградского педагогического института им. М. Н. Покровского (1952).
В начале Великой Отечественной войны эвакуировался из Старого Оскола, в котором проживал, сначала под Саратов, затем в Ташкент. Согласно собственным «Воспоминаниям», поступил на учёбу одновременно в четыре вуза, в том числе в Ташкентский авиаконструкторский институт (соединённый с эвакуированным Ленинградским институтом авиаприборов). Параллельно обучению работал грузчиком на ташкентском хлебозаводе.
После войны с тем же институтом авиаприборов перебирается в Ленинград, где в 1947 году окончил обучение, однако по специальности не работал.
Б. Ф. Егоров — член КПСС с 1956 по 1990 год. Начиная с 1990-х годов и далее, после выхода из партии, Б. Ф. Егоров — активный антикоммунист и антисталинист. В 2017 году в интервью радио «Свобода» заявил о своём «более чем негативном» отношении к Сталину и сжигании его портрета.
В 1950-е — 1960-е годы был ближайшим другом и коллегой Ю. М. Лотмана и З. Г. Минц. Михаил Лотман вспоминает: «Дружили семьями. С Егоровыми родителей объединяли не только профессиональные интересы, но и общие общественные и этические ориентиры, которые кратко могут быть обозначены как нонконформизм. Ребёнком я с захватывающим интересом следил за искрометными разговорами отца с „Борфедом“, нередко перераставшими в бурные — хотя и дружеские — споры. Они прекрасно дополняли друг друга, и годы, когда Егоров заведовал кафедрой, отец всегда называл счастливыми. Переписка началась ещё в годы тартуской жизни Егорова, но особой интенсивности достигла после его возвращения в Ленинград. Отец продолжал держать Егорова в курсе дел кафедры и тартуских изданий, ценил его советы. Их дружба, не омрачаемая сколько-нибудь серьёзными конфликтами в течение полувека, продолжалась до самой смерти отца». Ю. М. Лотман и Б. Ф. Егоров переписывались с 1954 по 1993 год, сохранилось более 300 писем Лотмана и свыше 400 Егорова.
Был женат на химике Софии Александровне Николаевой (1924—2008), дочь Татьяна Борисовна Миллер — филолог.
30 сентября 2020 года Егорову сделали КТ, которая показала двустороннюю пневмонию. На следующий день его госпитализировали в Боткинскую больницу. Спустя два дня, 3 октября, он скончался, со слов близких — от коронавируса. Похоронен на Южном кладбище.

## Научная деятельность
Кандидат филологических наук (1952, диссертация «Н. А. Добролюбов и проблемы фольклористики»), доктор филологических наук (1967, диссертация «Русская литературная критика 1848—1861 гг.»). В 1952—1962 годах работал в Тартуском университете, в 1954—1960 годах возглавлял в нём кафедру русской литературы.
Об этом времени Ю. М. Лотман писал: «В Тарту сложилась небольшая, но интенсивно работавшая и постоянно обменивавшаяся дискуссиями на теоретические и историко-литературные темы, группа. Мы очень часто собирались и часами спорили <…> все это создавало у меня ощущение непрерывного счастья». Роль Б. Ф. Егорова в создании этой напряженно-творческой и, одновременно, дружеской и веселой атмосферы постоянно подчеркивали все «кафедралы».
В работах советского периода в соответствии с партийными установками отстаивал тезисы, к примеру, о С. М. Кирове как о крупном «литературном критике», писавшем «важные в методологическом отношении» труды о литературе. Вместе с тем ещё в 1969 году вернул имя А. С. Хомякова в активный научный и читательский оборот, издав научно подготовленный однотомник «Стихотворения и трагедии» в серии «Библиотека поэта», а в 1988 году — сборник его основных статей под названием «О старом и новом». Кроме того, знаменит многочисленными работами об Ап. А. Григорьеве и В. П. Боткине.
В 1962—1968 — доцент ЛГУ, в 1968—1978 — годах профессор, заведующий кафедрой русской литературы ЛГПИ им. А. И. Герцена. В 1978—1993 годах — научный сотрудник и главный научный сотрудник Ленинградского (Санкт-Петербургского) отделения Института истории СССР. В 1993—1996 годах — главный научный сотрудник Санкт-Петербургского отделения Института социологии РАН. Впоследствии — главный научный сотрудник-консультант СПбИИ РАН.
В 1971 году исполнял обязанности главного редактора серии «Библиотека поэта». В это время в серии был выпущен подготовленный коллегой Егорова Ю. М. Лотманом и М. Г. Альтшуллером том «Поэты 1790—1810-х гг.». Подготовленный этими же учёными второй том «1812 год в русской поэзии» не был выпущен по указанию нового главного редактора серии Ф. Я. Приймы из-за «пятого пункта» составителей (свидетельство самого Альтшуллера в его книге «В тени Державина»)..
В 1978—1991 годах — заместитель председателя, в 1991—2002 годах — председатель редколлегии книжной серии «Литературные памятники». За выдающиеся заслуги в развитии литературоведения, в том числе за многолетнее руководство редколлегией серии «Литературные памятники», а также за воспитание научных и педагогических кадров в 2005 году награждён премией имени С. Ф. Ольденбурга в области гуманитарных наук. Главный редактор биобиблиографического словаря «Русские писатели 1800—1917» (с 2007), председатель редакционной коллегии серии «Современная западная русистика» издательства «Академический проект».
Автор более 700 научных статей и 20 книг. Жил в Санкт-Петербурге. Возглавлял комиссию Академии наук по наследию Д. С. Лихачёва.

## Основные работы

### Книги
- Н. А. Добролюбов — собиратель и исследователь народного творчества Нижегородской губернии. — Горький: Кн. изд-во, 1956. — 96 с.
- Роман 1860-х — начала 1870-х годов о «новых людях». — Тарту: [Тартуский гос. ун-т], 1963. — 59 с.
- Очерки по истории русской литературной критики середины XIX века: Учебное пособие. — Л.: ЛГПИ им. А. И. Герцена, 1973. — 148 с.
- О мастерстве литературной критики: Жанры. Композиция. Стиль. — Л.: Советский писатель, Лен. отд-ние, 1980. — 318 с.
- Борьба эстетических идей в России середины XIX века. — Л.: Искусство. Лен. отд-ние, 1982. — 269 с.
- Литературно-критическая деятельность В. Г. Белинского: Пособие для учителя. — М.: Просвещение, 1982. — 175 с.
- Николай Александрович Добролюбов: Кн. для учащихся. — М.: Просвещение, 1986. — 159 с.
- Петрашевцы. — Л.: Наука, 1988. — 236 с. — (Страницы истории нашей Родины).
- Борьба эстетических идей в России середины 1860-х годов. — Л.: Искусство, 1991. — 336 с.
- Жизнь и творчество Ю. М. Лотмана. — М.: НЛО, 1999. — 383 с.
- Аполлон Григорьев. — М.: Молодая гвардия, 2000. — 219 с. — (ЖЗЛ).
- Структурализм. Русская поэзия. Воспоминания. — Томск: Водолей, 2001. — 511 с.
- От Хомякова до Лотмана. — М.: Языки славянской культуры, 2003. — 367 с.
- Боткины. — СПб.: Наука, 2004. — 320 с.
- Воспоминания. — СПб.: Нестор-История, 2004. — 471 с.
- Российские утопии: Исторический путеводитель. — СПб.: Искусство-СПб., 2007. — 415 с.
- Избранное. Эстетические идеи в России XIX века. — СПб.: Летний сад, 2009. — 663 с.
- Обман в русской культуре. — СПб.: Росток, 2012. — 192 с.[9]
- Воспоминания-2. — СПб.: Росток, 2013. — 382 с.
- Творческая жизнь Бориса Чичибабина. — СПб.: Росток, 2016. — 192 с.

### Составление книг
- Григорьев А. А. Литературная критика. — М.: Худ. лит., 1967. — 632 с.
- Хомяков А. С. Стихотворения и драмы. — Л.: Сов. пис., 1969. — 596 с.
- Боткин В. П. Письма об Испании. — Л.: Наука, 1976. — 344 с. (Совм. с А. Я. Звигильским)
- Григорьев А. А. Воспоминания. — Л.: Наука, 1980. — 440 с. (2-е изд. — 1988).
- Русская литературная критика 1860-х годов : Избр. ст. / [Сост., предисл. и примеч. Б. Ф. Егорова]. — М.: Просвещение, 1984. — 352 с.
- Боткин В. П. Литературная критика. Публицистика. Письма. — М.: Советская Россия, 1984. — 320 с.
- Дружинин А. В. Повести. Дневник. — М.: Наука, 1986. — 512 с.
- Хомяков А. С. О старом и новом. Статьи и очерки. — М.: Современник, 1988. — 464 с.
- Лотман Ю. М. Письма, 1940—1993 / Сост., подгот. текста, вступ. ст. и коммент. Б. Ф. Егорова. — М.: Шк. «Языки рус. культуры»: Кошелев, 1997. — 787 с. — (Язык. Семиотика. Культура).
- Григорьев А. А. Письма. — М.: Наука, 1999. — 475 с. (Р. Виттакер — со-составитель).
- Григорьев А. А. Стихотворения. Поэмы. Драмы. — СПб., Академический проект, 2001. — 760 с. (Новая Библиотека Поэта)
- Рейсер С. А.. Воспоминания. Письма. Статьи: К столетию со дня рождения / Сост. Б. Ф. Егоров, И. А. Шомракова. — СПб.: СПбГУКИ, 2006. — 223 с.
- Ю. М. Лотман, З. Г. Минц — Б. Ф. Егоров. Переписка 1954—1965 / Подгот. текста и коммент. Б. Ф. Егорова, Т. Д. Кузовкиной, Н. В. Поселягина; [предисл. Б. Ф. Егорова]. — Таллинн: Изд-во ТЛУ, 2012. — 604 с.
- Ю. М. Лотман, З. Г. Минц, Б. Ф. Егоров. Переписка, 1954—1993 / Изд. подгот. Б. Ф. Егоров и А. П. Дмитриев при участии Т. Д. Кузовкиной, Д. Э. Кузовкина и Н. В. Поселягина. — СПб.: Полиграф, 2018. — 718 с.

### Статьи, мемуары
- Список публикаций
- Новинки из глубинки // Новая Русская Книга. — 2002. — Т. 2, вып. 13.
- Трагическая судьба ученого, отрицавшего принцип «не высовываться» (Диодор Михайлович Сологуб, 1925—2005) // «Звезда», 2006, № 5. С. 180—191